# Gongylus
Gongylus  (лат.) — род богомолов из семейства эмпузовых (Empusidae).

## Описание
Встречаются в южной и юго-восточной Азии. Бёдра средней и задней пар ног несут дорзальные предвершинные лопасти, напоминающие сухие листочки, что позволяет этим богомолам быть незаметными в древесном ярусе. Длина около 10 см. Используются любителями при домашнем разведении.

## Классификация
Род включает 3 современных вида:
- Gongylus gongylodes (Linnaeus, 1758)typus — Индия, Индонезия (Ява), Мьянма, Таиланд, Шри-Ланка.

(=Gryllus gongylodes Linnaeus, 1758)
- Gongylus trachelophyllus Burmeister, 1838 — Индия

(=Empusa trachelophylla Burmeister, 1838)
- Gongylus pauperatus Fabricius, 1793

## Видео
- Танец богомола (Видео 1: Gongylus gongylodes в природе) (англ.). Youtube.com (2011). Дата обращения: 31 октября 2011.
- Танец богомола (Видео 2: Gongylus gongylodes дома) (англ.). Youtube.com (2011). Дата обращения: 31 октября 2011.